# 수진랍
수진랍(水眞臘)은 8~9세기경 크메르 인이 인도차이나 반도 메콩 강 하류를 근거로 세운 나라다.
북방에서 일어난 진랍(眞臘)이 부남을 병합, 인도차이나 반도의 대국으로 등장하였다. 진랍은 한때 융성했으나, 왕위계승 문제가 원인이 되어 남북으로 분열됐다. 이를 수진랍(南) 육진랍(北)이라 하는데, 6세기경 부남(扶南)에서 독립한 진랍(眞臘)이 8세기 초에 다시 분열하여 성립하였다.
8세기경에 진랍은 남쪽의 수진랍, 북쪽의 육진랍으로 나뉘어 있었다. 9세기초 자야바르만 2세가 재통일을 하고 앙코르 왕조를 열었다.